# 40-й моторизований корпус (Третій Рейх)
XXXX-й (40-й) моторизо́ваний ко́рпус (нім. XXXX Armeekorps (mot.) — моторизований корпус Вермахту в роки Другої світової війни. 9 липня 1942 переформований на 40-й танковий корпус.

## Історія
XXXX-й моторизований корпус був створений 15 вересня 1940 шляхом перейменування 40-го армійського корпусу.

## Райони бойових дій
- Генеральна губернія (вересень 1940 — січень 1941);
- Румунія та Болгарія (січень — березень 1941);
- Греція (квітень — червень 1941);
- Німеччина (червень — серпень 1941);
- СРСР (центральний напрямок) (серпень 1941 — травень 1942);
- СРСР (південний напрямок) (травень — липень 1942).

## Командування

### Командири
- генерал танкових військ Георг Штумме (нім. Georg Stumme) (15 вересня 1940 — 14 січня 1942);
- генерал-лейтенант Ганс Цорн (нім. Hans Zorn) (14 січня — 16 лютого 1942), ТВО;
- генерал танкових військ Георг Штумме (16 лютого — 9 липня 1942).

## Бойовий склад 40-го моторизованого корпусу
Формування управління, забезпечення та підтримки
- 128-ме артилерійське командування (Arko 128),
- 440-ве управління корпусного постачання (Korps-Nachschubtruppen 440);
- 440-й корпусний батальйон зв'язку (Korps-Nachrichten-Abteilung 440);
- 440-й польовий запасний батальйон Feldersatz-Bataillon 440);
- 440-й топографічний відділ корпусу (Korps-Kartenstelle 440);
- 440-й взвод фельджандармерії (Feld-Gendarmerie-Trupp 440).

- 2-га танкова дивізія (2. Panzer-Division);
- 9-та танкова дивізія (9. Panzer-Division).

- 2-га танкова дивізія;
- 9-та танкова дивізія;
- 6-та гірсько-піхотна дивізія (6. Gebirgs-Division);
- 60-та моторизована дивізія (60. Infanterie-Division (mot.).

- 9-та танкова дивізія;
- 60-та моторизована дивізія.

- 9-та танкова дивізія;
- 73-тя піхотна дивізія (73. Infanterie-Division);
- Лейбштандарте-СС «Адольф Гітлер» (Leibstandarte SS Adolf Hitler).

- 102-га піхотна дивізія (102. Infanterie-Division);
- 206-та піхотна дивізія (206. Infanterie-Division);
- 256-та піхотна дивізія (256. Infanterie-Division).

- 102-га піхотна дивізія;
- 256-та піхотна дивізія.

- 2-га танкова дивізія;
- 10-та танкова дивізія (10. Panzer-Division);
- 258-ма піхотна дивізія (258. Infanterie-Division).

- 10-та танкова дивізія;
- Дивізія СС «Дас Райх» (SS-Division "Reich");
- 7-ма піхотна дивізія (7. Infanterie-Division).

- 19-та танкова дивізія (19. Panzer-Division);
- 216-та піхотна дивізія (216. Infanterie-Division);
- Частини:
  - 403-ї дивізії охорони (403. Sicherungs Division);
  - 56-ї піхотної дивізії (56. Infanterie-Division);
  - 10-ї моторизованої дивізії (10. Infanterie-Division (mot.).

- 10-та моторизована дивізія;
- 331-ша піхотна дивізія (331. Infanterie-Division).

- 19-та танкова дивізія;
- 331-ша піхотна дивізія;
- Група Шлемма (Gruppe Schlemm);
- Частини:
  - 403-ї дивізії охорони;
  - 131-ї піхотної дивізії (131. Infanterie-Division);
  - 211-ї піхотної дивізії (211. Infanterie-Division);
  - 216-ї піхотної дивізії;
  - 10-ї моторизованої дивізії.

- 3-тя танкова дивізія (3. Panzer-Division);
- 23-тя танкова дивізія (23. Panzer-Division);
- 336-та піхотна дивізія (336. Infanterie-Division);
- 29-та моторизована дивізія (29. Infanterie-Division (mot.).